# Edda Göring
Pour les articles homonymes, voir Goering (homonymie).
Edda Göring (née le 2 juin 1938 et morte le 21 décembre 2018) est la seule enfant de l'homme politique, chef militaire et membre dirigeant du Parti nazi Hermann Göring, de son second mariage avec l'actrice Emmy Sonnemann. Son nom de famille est parfois orthographié Goering.
Née un an avant le déclenchement de la Seconde Guerre mondiale, Edda Göring passe la plupart de son enfance avec sa mère dans la propriété des Göring à Carinhall. Enfant, elle reçoit de nombreuses œuvres d'art comme cadeaux, notamment la Vierge à l'Enfant de Lucas Cranach l'Ancien.
Dans la phase finale de la guerre, elle et sa mère déménagent dans leur maison de montagne de l'Obersalzberg, près de Berchtesgaden. Après la guerre, elle étudie dans une école pour filles, obtient son diplôme à l'université Louis-et-Maximilien de Munich et devient clerc de justice. Dans les années 1950 et 1960, de nombreux cadeaux qu'elle a reçus enfant, notamment la peinture de la Vierge et l'Enfant, sont devenus l'objet de longues batailles juridiques, batailles qu'elle perd pour la plupart en 1968.
Contrairement aux enfants d'autres hauts gradés nazis, comme Gudrun Himmler et Albert Speer Jr, Edda n'a jamais parlé de son père en public. Cependant, en 1986, elle est interviewée pour la télévision suédoise et parle avec amour de ses deux parents.

## Biographie

### Naissance
Seul enfant d'Hermann Göring, Edda est née le 2 juin 1938. Son père reçoit près de 628 000 messages de félicitations pour sa naissance ce qu'elle racontera des années plus tard avec orgueil ; les hommages viennent du monde entier, y compris des lords britannique Halifax et Derry. L'historien Giles MacDonogh (en) décrit la réaction de la population allemande à la naissance :

« Le Reich jubilait le 2 juin. Sa première dame, Emmy Göring, a donné naissance à une fille. Le bébé est nommé Edda. L'actrice est âgée de 45 ans et son époux a été touché à l'aine durant le putsch de la Brasserie, donc il y a beaucoup de rumeurs sur une naissance virginale. Quand Hermann arrive pour récupérer sa femme et sa fille au sanatorium 10 jours plus tard, les rues sont noires de monde applaudissant. »

Il a souvent été suggéré que le nom d'Edda est donné en hommage à la fille de Benito Mussolini, mais sa mère déclare que ce n'était pas le cas,. Le 4 novembre 1938, elle est baptisée à Carinhall, et Adolf Hitler devient son parrain. L'événement est rapporté par Life, avec de nombreuses photographies d'Edda Göring, de ses parents et d'Hitler, qui a beaucoup apprécié l'événement. Dans ses cadeaux de baptême sont inclus deux tableaux de Lucas Cranach l'Ancien.
Au mécontentement de Heinrich Himmler, il est découvert que ni la mère d’Edda, ni sa nounou ne sont membres du parti nazi, mais cela est vite corrigé, quand Göring s'arrange pour que sa femme rejoigne le parti. Sur les instructions d'Hitler, Edda reçoit le insigne d'honneur en or du parti nazi, l'une des rares décorations initialement réservée aux membres fondateurs, des sympathisants de longue date, ou des gens qui ont servi de façon exceptionnelle le parti.

### Premières années
Edda Göring grandit à Carinhall, et comme d'autres filles de hauts dirigeants et fonctionnaires nazis, elle est appelée Kleine Prinzessin (« Petite Princesse »). Alors qu'elle est âgée d’un an, le journaliste Douglas Reed écrit dans Life qu'elle est « une sorte de princesse couronnée nazie ».
En 1940, la Luftwaffe finance pour elle la construction d'une petite reproduction à l'échelle du palais de Sanssouci de Frédéric le Grand dans un verger à Carinhall. La réplique fait environ 50 mètres de long, 7 mètres de large et 3 mètres de hauteur, avec à l'intérieur un mini-théâtre complet avec scène et rideaux. Il sera connu comme le Edda-Schlösschen (« Petit palais d'Edda »).
En 1940, Der Stürmer imprime un article alléguant qu'Edda Göring aurait été conçue par insémination artificielle. Göring, furieux, exige des sanctions de la part de Walter Buch, chef de la cour suprême du Parti nazi, à l'encontre de l'éditeur Julius Streicher. Buch déclare qu'il est prêt à « arrêter cet esprit malade une fois pour toutes », mais Hitler intervient pour sauver Streicher. Il est dépouillé de certains honneurs, mais est autorisé à continuer Der Stürmer depuis sa ferme près de Nuremberg.

### 1945 et après
À la fin de la Seconde Guerre mondiale en Europe, Göring se retire dans sa maison de montagne à l'Obersalzberg, près de Berchtesgaden, avec Emmy et Edda. Le 8 mai 1945, l'Allemagne capitule sans condition, et le 21, quelques jours avant son septième anniversaire, elle est internée avec sa mère au Palace Hotel, nommé le Camp « Aschcan » à Mondorf-les-Bains (Luxembourg), contrôlé par les Américains. En 1946, elle est libérée avec sa mère, qui retourne vivre dans une de leur maison de Burg Veldenstein à Neuhaus, près de Nuremberg. Là, l'officier américain John E. Dolibois qui leur rend visite, décrit Edda Göring comme « un bel enfant, l'image de son père. Lumineuse et guillerette, polie et bien éduquée ». Lors du procès de Nuremberg, elle est autorisée à rendre visite à son père en prison. Celui-ci est reconnu coupable de crimes de guerre et condamné à mort, mais le 15 octobre 1946, la nuit avant son exécution, il se suicide en avalant une capsule de cyanure.
En avril 1946, Emmy et Edda Göring vivent dans une petite maison à Sackdilling.
En 1948, alors qu'elle vit près de Hersbruck avec sa mère et sa tante Else Sonnemann, Edda entre à la St Anna-Mädchenoberrealschule (« École secondaire pour filles Sainte-Anne ») à Sulzbach-Rosenberg , en Bavière, où elle reste jusqu'à son Abitur. En novembre 1948, la famille déménage à Etzelwang pour être plus proche de l'école,. En 1949, sa mère fait face à des problèmes juridiques concernant certains de ses biens. Après avoir quitté l'école, Edda Göring devient greffière et plus tard, sort diplômée de l'université de Munich.

### Dernières années
Les années suivantes, elle travaille dans un laboratoire hospitalier, désirant devenir technicienne médicale. Elle est une invitée régulière de Winifred Wagner, dont le petit-fils Gottfried Wagner rappellera :

« Ma tante Friedelind fut outragée quand ma grand-mère devint la première dame de groupuscule néonazis et reçut des amies politiques telles que Edda Göring, Ilse Hess, l'ancien directeur du Parti national-démocrate d'Allemagne Adolf von Thadden, Gerdy Troost, la femme de l'architecte nazi et ami d'Hitler, Paul Troost, le fasciste britannique Oswald Mosley, le directeur de films nazi Karl Ritter et l'auteur racialiste et ancien chef de la culture du Reich Han Severus Ziegler. »

Edda Göring travaille dans une clinique de rééducation de Wiesbaden et se consacre à la prise en charge de sa mère, demeurant avec elle jusqu'à son décès le 8 juin 1973. Pendant les cinq années suivantes, dans les années 1970, elle est la compagne du journaliste de Stern, Gerd Heidemann. Heidemann avait acheté le yacht Carin II, anciennement propriété de Hermann Göring, et selon Peter Wyden « il a charmé Edda, jolie, pas mariée, qui consacre sa vie à la mémoire de son père le Reichsmarschall, et entame une liaison avec elle. Ensemble, ils organisent des événements mondains à bord du bateau. Une grande partie des conférences sont dédiées à Hitler et au nazisme, et les invités d'honneur sont des témoins oculaires du temps sacré, les deux généraux Karl Wolff et Wilhelm Mohnke ».
Pendant quelques années, Edda Göring fait des apparitions publiques, assiste à des hommages nazis, et prend part à des événements politiques, mais finit par se retirer de la vie publique dans ses dernières années. Contrairement aux enfants d'autres hauts dignitaires nazis, comme Gudrun Himmler et Albert Friedrich Speer, elle n'a jamais commenté publiquement le rôle de son père dans le Troisième Reich ou dans l'Holocauste. Dans les années 1990, elle parle de son père dans une interview :
« Je l'aimais tellement, et il était manifeste combien il m'aimait aussi. Mes seuls souvenirs de lui sont des souvenirs heureux. Je ne peux pas le voir d'une autre façon. J'espère aujourd'hui que la plupart des gens ont une opinion favorable de lui, peut-être sauf aux États-Unis. Il était un bon père. »
En 2010, Edda Göring dit de son oncle Albert Göring qu'« il pouvait certainement aider les gens dans le besoin lui-même financièrement et de par son influence personnelle, mais dès qu'il a été nécessaire de faire appel à une autorité supérieure ou aux fonctionnaires, il devait avoir le soutien de mon père, ce qu'il a réussi à avoir ».
Les gouvernements de l'Allemagne de l'Ouest et de l'Allemagne réunifiée refusent à Edda Göring la retraite normalement donnée aux enfants de ministres du gouvernement de l'ancien Reich allemand. En 2015, elle annonce être encore en vie à Munich. Cette année-là, elle demande en vain au Landtag de Bavière d'être indemnisée à la suite de l'expropriation de l'héritage de son père. Un comité, unanime, rejette sa demande.

## Litige sur laViergede Cranach
Au moment de son baptême en novembre 1938, Edda Göring reçoit plusieurs œuvres d'art comme cadeaux, notamment une peinture d'une Vierge à l'Enfant par Lucas Cranach l'Ancien, un cadeau de la ville de Cologne. Partie d'une collection officielle confiée à l'office de l'Oberbürgermeister (ou maire), la peinture était exposée au musée Wallraf Richartz de la ville. Le maire de l'époque, Karl Georg Schmidt, est un membre du parti nazi depuis 1923 et un allié politique de Hermann Göring.
Après la guerre, la ville de Cologne cherche à récupérer la peinture, au motif que le don a été fait à Edda sous la pression de son père. L'affaire est confiée à l'avocat général Philipp Auerbach, commissaire du gouvernement pour les persécutions raciales, religieuses et politiques en Bavière, qui travaille au retour de nombreux trésors artistiques acquis par Göring, et la bataille juridique sur la Vierge de Cranach durera 15 ans. Lors de la première audience au tribunal régional de Cologne, le jugement accorde la possession à la ville. Edda Göring, qui suit à l'époque des études de droit, fait appel de cette décision auprès du Tribunal régional supérieur de Cologne qui, en 1954, annule la décision du premier tribunal. L'historienne Anna Sigmund rapporte que la cour d'appel « est arrivée à la conclusion que [Hermann] Göring n'avait pas exercé de pression » et « au contraire » que le maire de la journée (Schmidt) avait « essayé d'attirer les faveurs sur la ville de Cologne, en donnant la peinture de Cranach ».
Les autorités continuent de réclamer la peinture de Cranach et, en janvier 1968, la Cour fédérale à Karlsruhe donne un jugement définitif en faveur de la ville de Cologne. À partir de ce moment, l'État de Bavière et la République fédérale d'Allemagne déposent une requête pour la restitution de la peinture, qui retourne au musée Wallraf-Richartz.

## Mort
Elle meurt le 21 décembre 2018 à l'âge de 80 ans et est enterrée dans une tombe anonyme à Munich, où elle a vécu une partie de sa vie. L'annonce de sa mort n'est faite que début mars 2019 par les services administratifs du district.

## Dans la fiction
- Edda Göring apparaît comme un personnage de télévision, dans la mini-série Nuremberg. Dans la comédie-dramatique de 1991 Selling Hitler, elle est jouée par Alison Steadman.
- Jeanette Hain interprète son rôle dans la mini-série Faking Hitler, l'arnaque du siècle en 2021.
- Christiane Hörbiger incarne le rôle de Freya von Hepp dans la comédie Schtonk !, de Helmut Dietl (1992). C'est en fait, la caricature d'Edda Göring, puisque, dans le film, ce personnage est lié à un autre (Hermann Willié, interprété par Götz George) directement inspiré de Gerd Heidemann, journaliste impliqué dans la supercherie des carnets intimes d'Hitler. La plupart des scènes de Schtonk ! se déroulent d'ailleurs sur le yacht de Hermann Göring.

## Sources

### Ouvrages
- (en) John Angolia, For Führer and Fatherland : Political & Civil Awards of the Third Reich, R. James Bender, 1989 (ISBN 978-0-912138-16-9)
- (en) Michael Bertz, Looting and Restitution : Jewish-Owned Cultural Artifacts from 1933 to the Present, Wallstein Publishing, 2008 (ISBN 978-3-8353-0361-4)
- (en) Werner Brockdorff, Escape from Nuremberg : Plans and Organization of the Escape Routes of the Nazi Prominence, 1969
- (en) Roger Manvell, Goering : The Rise and Fall of the Notorious Nazi Leader, Londres, Skyhorse, 2011, 442 p. (ISBN 978-1-61608-109-6)
- (en) Giles MacDonogh, 1938 : Hitler's Gamble, Londres, Constable, 1998, 380 p. (ISBN 978-1-84529-845-6)
- (en) Emmy Göring, My Life with Göring, Londres, David Bruce & Watson, 1972
- (en) Emmy Göring, On My Husbands Events and Confessions, Saxony, Gottingen, 1967
- (en) Irene Günther, Fashioning Women in the Third Reich, Francfort-sur-le-Main, Berg, 2004
- (en) Stefan Knopf, Goring's Reich : Self-dramatization in Carinhall, Berlin, 2007
- (en) John E. Dolibois, Pattern of Circles : an Ambassador's Story, Kent State University Press, 2001
- Gerald L. Posner, Les enfants d'Hitler : Les fils et les filles des dignitaires du IIIe Reich parlent de leurs parents, Paris, Albin Michel, 1993
- (en) Viktor von der Lippe, Nuremberg Diary Entries from November 1945 to October 1946, Berg, Frankfurt am Main, R. James Bender, 1951
- (en) Stephan Lebert, Because You Carry My Name : The Heavy Legacy of the Prominent Nazi Children, Munich, Karl Blessing Verlag, 2000
- (en) Helmut Lachenmann, Participants in a Mass Migration, Düsseldorf, Rhine-Ruhr, 2002
- (en) Maria Rita Sagstetter, Hermann Göring at Castle Veldenstein and Sackdilling, Bavaria, Munich, 2001
- Anna Maria Sigmund, Les femmes du IIIe Reich, Paris, J.C. Lattès, 2004
- Gottfried Wagner, L'Héritage Wagner, Paris, éditions Nil, 1998 (ISBN 978-2-84111-101-5)
- (en) Peter Wyden, The Hitler Virus : the Insidious Legacy of Adolf Hitler, 2001, 340 p. (ISBN 1-55970-532-9, lire en ligne)
- (en) Adolf Klein, Cologne in the Third Reich, Cologne, North Rhine-Westphalia, 1983
- (en) Georg Francini, The transfer of Cultural Property in Switzerland and Over the Question of Restitution (1933–1945), Zurich, Canton of Zürich, 2001
- (en) Robert Pringle, Inventing God, Zurich, Canton of Zürich, Pudding House, 2008, 40 p. (ISBN 978-1-58998-657-2, lire en ligne)

### En ligne
- (en) « Albert Göring, Hermann's Anti-Nazi Brother », The Guardian (consulté le 6 mai 2014)
- (de) « Edda Göring: Madonna ohne Makel », Der Spiegel (consulté le 5 mai 2014)
- (de) « Göring-Tochter Fordert Geld vom Freistaat Zurück », Süddeutsche Zeitung (consulté le 23 avril 2015)
- (en) « Government Keeps After Business; Nazis Cuss Roosevelt; A Gould Comes Out », Life Magazine (consulté le 5 mai 2014)
- (en) « Nazi Christening Gown Given to Goering's Daughter by Hitler to be Auctioned (Complete With Embroidered Swastikas) », The Daily Mail (consulté le 5 mai 2014)